# Мансо
Мансо е северноамериканско индианско племе, което е живяло на Рио Гранде, в околностите на днешния Ел Пасо през 16, 17 и 18 век. Не се знае нищо за езика им. Пръв ги среща през 1583 г. Антонио де Еспехо, който им дава името Тампачоас. Вероятно те са и същите индианци, които среща отец Хуан де Онате през 1598 г. и ги нарича Мансо. През 1630 г. испански свещеник описва хората мансо като скитащи номади, които не се занимават със земеделие, а се изхранват предимно с лов, риболов и събирачество, скитайки далеч на запад чак до Касас Гранде и Ханос. Ходели почти голи и живеят в колиби от клони и треви. През 1659 г. испанците основават мисия сред тях и постепенно всички мансо приемат християнството. След въстанието на пуеблосите през 1680 г. те приемат в селата си много бежанци от племената тива и пиро. През 17 век мансо са тясно свързани с различни групи на апачите. До 1765 г. в околностите на Ел Пасо остават да живеят всичко на всичко 249 индианци, чиято племенна принадлежност не е уточнена. Останки от мансо се отбелязва, че живеят в близост до Ел Пасо през 1883 г. Днес техните потомци живеят близо до Лас Крусес, заедно с потомци на племената тива и пиро. Те образуват единно племе и наброяват около 200 души.